# Decade of Aggression
Decade of Agression – drugi koncertowy album thrashmetalowego zespołu Slayer, który został wydany w 1991 roku przez wytwórnię Def American Records (która później zmieniła nazwę na American Recordings). Album został nagrany podczas trasy Clash of the Titans promującej płytę Seasons in the Abyss.

## Lista utworów

### Płyta pierwsza
1. „Hell Awaits” (Lakeland Coliseum, Lakeland, Florida, 13 lipca 1991) – 6:50
2. „The Antichrist” (Lakeland Coliseum, Lakeland, Florida, 13 lipca 1991) – 3:50
3. „War Ensemble” (Lakeland Coliseum, Lakeland, Florida, 13 lipca 1991) – 4:58
4. „South of Heaven” (Lakeland Coliseum, Lakeland, Florida, 13 lipca 1991) – 4:25
5. „Raining Blood” (Lakeland Coliseum, Lakeland, Florida, 13 lipca 1991) – 2:32
6. „Altar of Sacrifice” (Lakeland Coliseum, Lakeland, Florida, 13 lipca 1991) – 2:48
7. „Jesus Saves” (Lakeland Coliseum, Lakeland, Florida, 13 lipca 1991) – 4:12
8. „Dead Skin Mask” (Lakeland Coliseum, Lakeland, Florida, 13 lipca 1991) – 4:58
9. „Seasons in the Abyss” (Lakeland Coliseum, Lakeland, Florida, 13 lipca 1991) – 7:01
10. „Mandatory Suicide” (Lakeland Coliseum, Lakeland, Florida, 13 lipca 1991) – 4:00
11. „Angel of Death” (Lakeland Coliseum, Lakeland, Florida, 13 lipca 1991) – 5:20

### Płyta druga
1. „Hallowed Point” (Wembley Arena, Londyn, Wielka Brytania, 14 października 1990) – 3:36
2. „Blood Red” (Wembley Arena, Londyn, Wielka Brytania, 14 października 1990) – 2:50
3. „Die by the Sword” (Orange Pavilion, San Bernardino, Kalifornia, 8 marca 1991) – 3:35
4. „Black Magic” (Orange Pavilion, San Bernardino, Kalifornia, 8 marca 1991) – 3:28
5. „Captor of Sin” (Orange Pavilion, San Bernardino, Kalifornia, 8 marca 1991) – 3:34
6. „Born of Fire” (Orange Pavilion, San Bernardino, Kalifornia, 8 marca 1991) – 3:03
7. „Postmortem” (Wembley Arena, Londyn, Wielka Brytania, 14 października 1990) – 4:04
8. „Spirit in Black” (Orange Pavilion, San Bernardino, Kalifornia, 8 marca 1991) – 4:07
9. „Expendable Youth” (Orange Pavilion, San Bernardino, Kalifornia, 8 marca 1991) – 4:36
10. „Chemical Warfare” (Orange Pavilion, San Bernardino, Kalifornia, 8 marca 1991) – 5:30

## Twórcy
- Tom Araya – gitara basowa, śpiew
- Jeff Hanneman – gitara prowadząca
- Kerry King – gitara prowadząca
- Dave Lombardo – perkusja
- Rick Rubin – producent